# Leptogenys peninsularis
Leptogenys peninsularis är en myrart som beskrevs av Mann 1926. Leptogenys peninsularis ingår i släktet Leptogenys och familjen myror. Inga underarter finns listade i Catalogue of Life.

## Bildgalleri

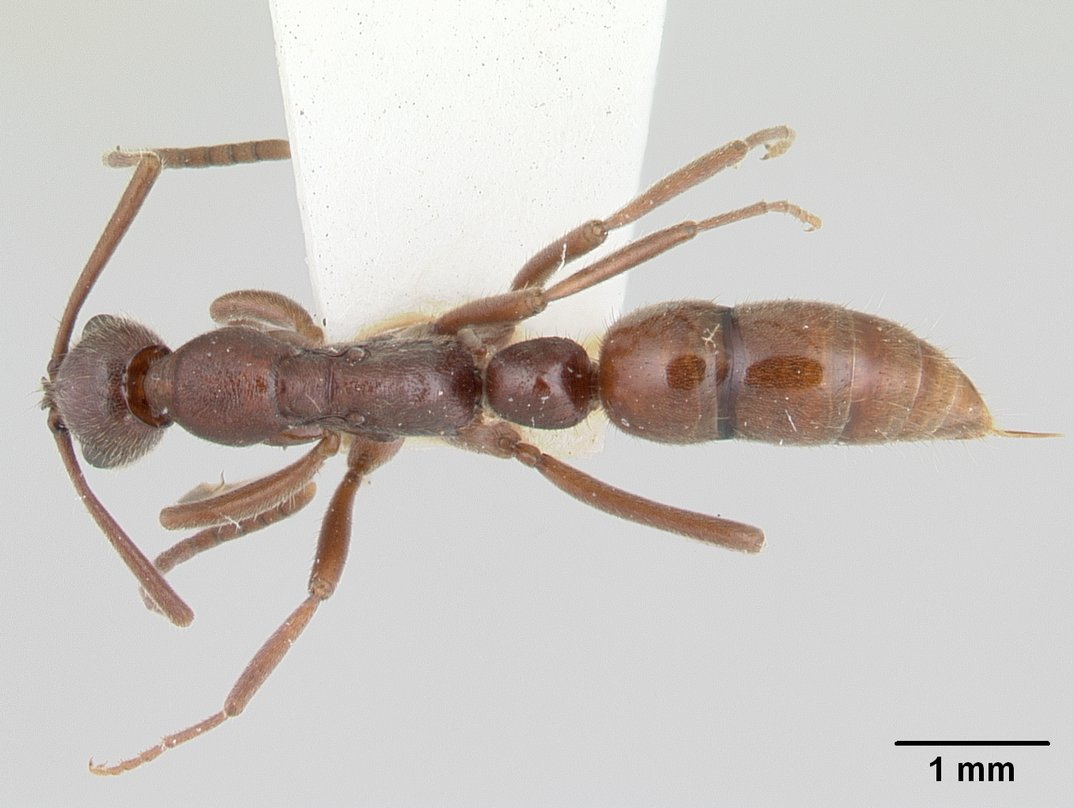
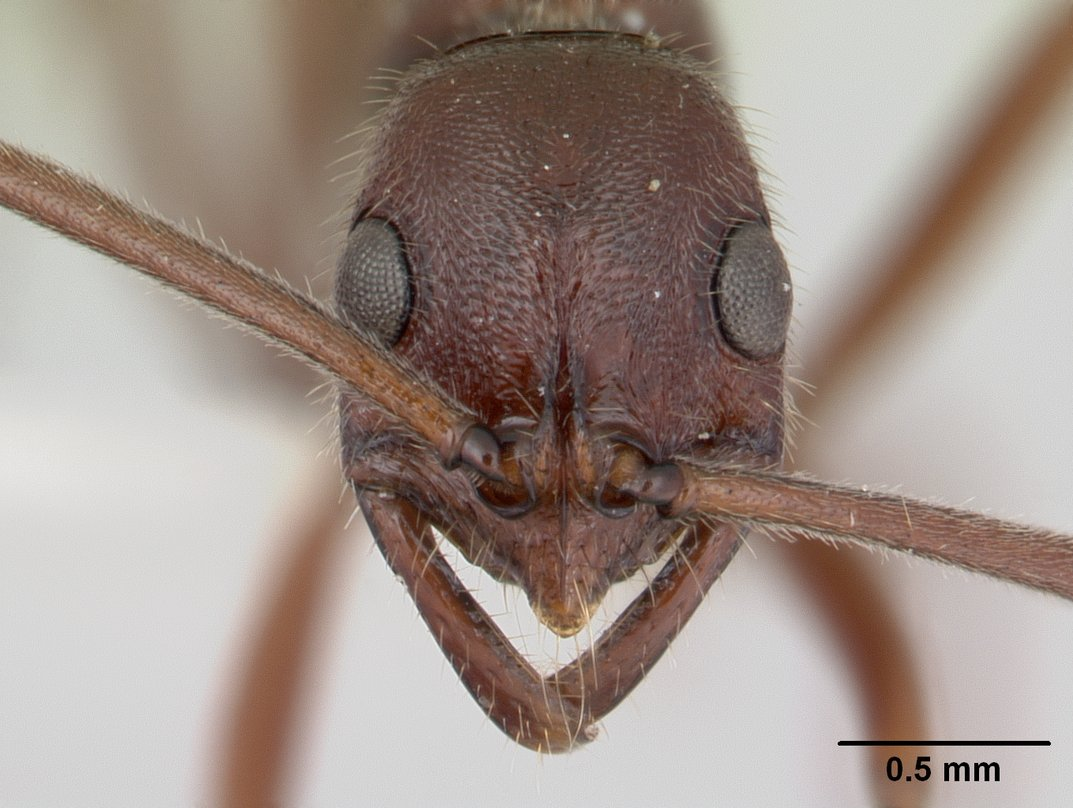
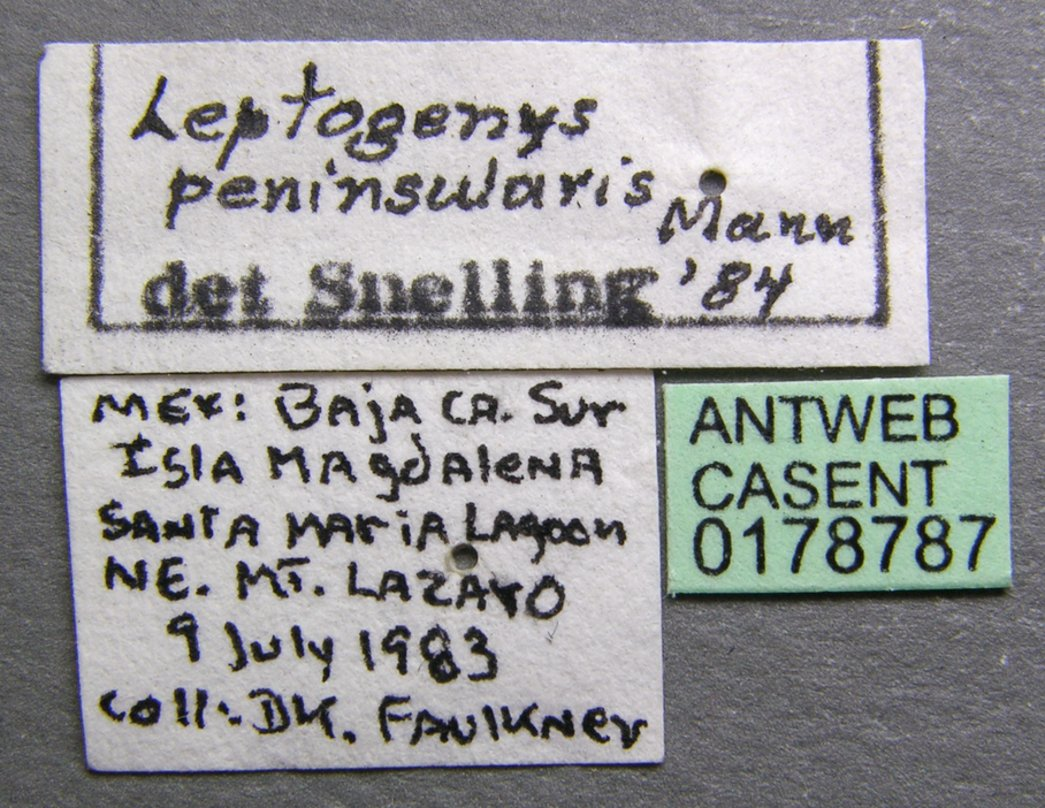
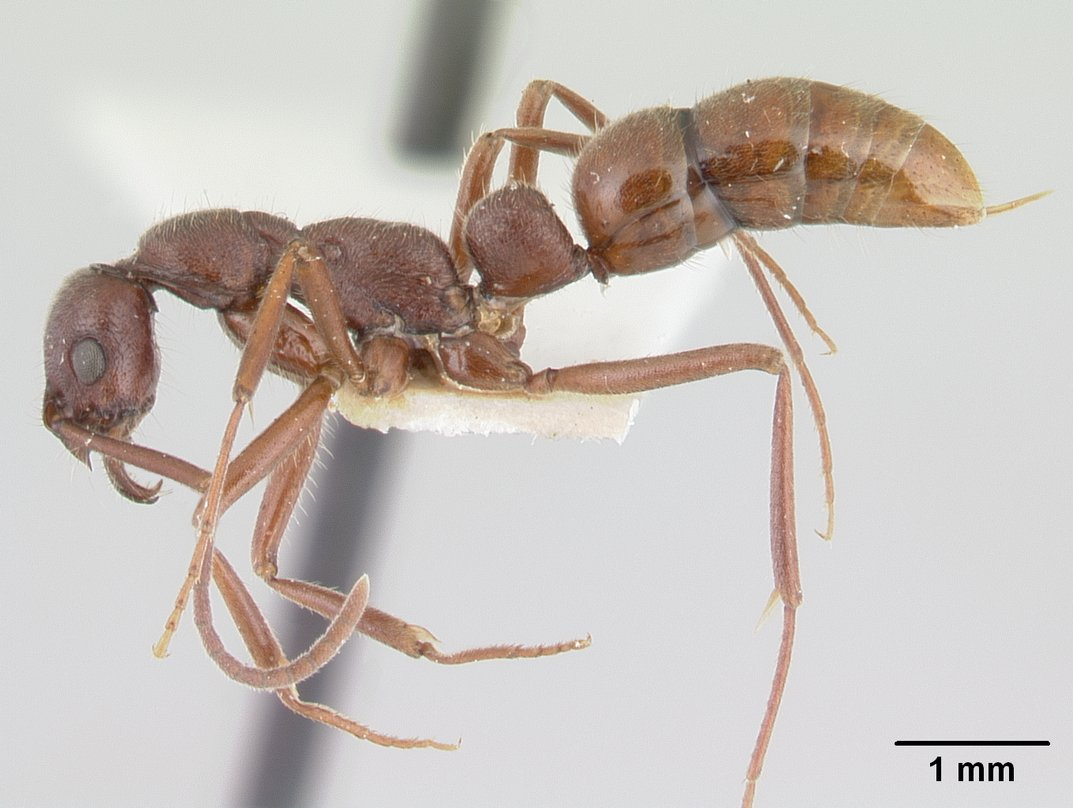